# St Augustine's Abbey
St Augustine's Abbey is de ruïne van een abdij in Canterbury, Kent, Engeland.

## Vroege geschiedenis
In 597 kwam Sint Augustinus in Engeland aan, gestuurd door Paus Gregorius I. De koning van Kent was toen Ethelbert, die getrouwd was met een christen, Bertha. Hij stond Augustinus toe een klooster te stichten net buiten de muren van Canterbury. Er stonden al drie Angelsaksische kerken, gewijd aan respectievelijk de heiligen Sint Pancras, Petrus en Paulus, en Maria. De overblijfselen van de kerk van Sint Pancras zijn er nog, maar de twee andere kerken werden door de Normandiërs herbouwd tot één kerk. In 978 werd een nieuw groter gebouw ingewijd door aartsbisschop Dunstan; aan Petrus, Paulus, en Augustinus.

## 12e eeuw
Tegen 1100 waren alle overblijfselen van het originele Angelsaksische gebouw verdwenen onder een massief Romaans gebouw, waaraan in 1154 een armenhuis werd toegevoegd. Naast wat herbouw in 1168 als gevolg van een brand was het de rest van de 12e eeuw rustig in de abdij.

## 13e eeuw
Maar vanaf rond 1250 en later gonsde de abdij alweer met bouwwerkzaamheden. De Kloostergang, lavatorium, eetzaal en keuken werden geheel herbouwd en een heel nieuw abtshuis  gebouwd. Er kwam een grote hal bij.

## 14e eeuw
In 1309 werd een nieuwe poort gebouwd om het binnenhof te completeren. Aan de noordzijde konden de monniken meer land krijgen, wat ruimte creëerde voor een nieuwe buitenhof met een kelder, brouwerij, bakkerij en in 1320 een nieuwe ommuurde wijngaard. Er was ook een uitbreiding aan de oostzijde waar een aantal gastverblijven werd gebouwd met een ommuurde tuin. Een aardbeving in 1382 betekende meer bouwwerk, en in 1390 werd het poortgebouw dat nog bestaat gebouwd. Als laatste werd een Mariakapel oostelijk van de kerk gebouwd.
Tegen 1500 bestreek de abdij een groot gebied, en de bibliotheek had meer dan 2000 boeken, een enorm aantal in die tijd. Veel ervan zullen geschreven zijn in de eigen Scriptorium van de abdij.

## Neergang
In 1535 werd de abdij getaxeerd, en had ze een inkomen van £1733. Op 30 juli 1538 werd het lot van de abdij bezegeld door de beslissing van Hendrik VIII om alle abdijen te confisqueren en te verkopen. De abdij werd de volgende 15 jaar systematisch ontmanteld, terwijl een deel ervan werd omgebouwd tot paleis om de Duitse prinses en vierde vrouw van Hendrik, Anna van Kleef, te ontvangen.

## Moderne geschiedenis
Het paleis werd aan een opeenvolging van edelen verpacht, en in de vroege jaren 1600 was het in het bezit van Edward Lord Wotton, die John Tradescant de oudere in dienst nam om tuinen eromheen aan te leggen. Dit paleis overleefde tot een grote storm in 1703, die zeker grote schade aan de overblijfselen van de abdij toebracht.
Canterbury Cathedral, St Augustine's Abbey en St. Martin's Church werden in 1988 door UNESCO gezamenlijk op de Werelderfgoedlijst geplaatst
De ruïnes van St Augustine's Abbey staan onder de hoede van de English Heritage. Ze beslaan een groot gebied ten oosten van de kathedraal. In haar glorietijd stak deze abdij de Kathedraal van Canterbury naar de kroon.
- International Standard Name Identifier: 0000 0001 2197 8479
- Library of Congress Control Number: n89650828
- Nationale Bibliotheek van Tsjechië: kn20090130002
- Nationale Bibliotheek van Israël: 987007511470405171
- Virtual International Authority File: 165174766